# Moronaster
Moronaster is een geslacht van uitgestorven zee-egels uit de familie Antillasteridae.

## Soorten
- Moronaster moronensis Sánchez Roig, 1952 †